# Економіка Туркменістану
Туркменістан — індустріально-аграрна країна. Основні галузі промисловості: нафтогазодобувна та нафтопереробна, машинобудівна та металообробна, харчова, легка. Транспорт- автомобільний, залізничний, трубопровідний, морський, річковий. Гол. порт: Туркменбаші. Міжнародне летовище — в Ашгабаді.

## Історія
Протягом радянського періоду Туркменська РСР була джерелом сировини (головним чином бавовни і енергоносіїв), яка відправлялася в інші радянські республіки для переробки. До кінця 1991 Туркменістан ніколи не вів самостійної торгівлі з іншими країнами. У середині 1990-х років уряд активізував зовнішньоекономічну діяльність в таких секторах, як легка і харчова промисловість, розвідка і розробка енергетичних ресурсів.
У 1994 інфляція перевищила 2400%, а ВНП знизився за той же період на 50%. Тільки в 1995 уряд розпочав проведення поміркованих реформ по перебудові і розвитку економіки. У результаті рівень інфляції знизився до 100% на рік, але спад економіки тільки уповільнився. На кінець XX ст. у республіці проведена обмежена приватизація, в основному в сфері послуг. Промисловість, сільське господарство, енергетичний сектор, транспорт і комунікації знаходяться г.ч. в руках уряду. У 1991 трудові ресурси республіки становили 1,9 млн чол., з них 0,3 млн безробітних.
За даними [Index of Economic Freedom, The Heritage Foundation, U.S.A. 2001]: ВВП — $ 2,3 млрд. Темп зростання ВВП — 5%. ВВП на душу населення — $486. Прямі закордонні інвестиції — $ 2,7 млн. Імпорт — $ 69 млн. (г.ч. Україна — 16%; Туреччина — 13%; РФ — 11%; Німеччина — 6,9%; США — 6,4%). Експорт — $ 26,2 млн. (г.ч. Іран — 24%; Туреччина — 18%; Азербайджан — 6,9%; РФ — 4,7%; Таджикистан — 4,5%).

## Сільське господарство
Найважливішим чинником економічного розвитку Туркменістану є водні ресурси, що контролюються міністерством меліорації і водних ресурсів. У його веденні знаходяться Каракумський канал, 44 районних і 5 обласних управлінь зрошувальними системами, понад 6 тис. км зрошувальних каналів, сотні насосних станцій і безліч інших гідротехнічних споруд. Ефективність їх водокористування низька. 
Для її підвищення уряд у 1993 увів плату за воду. Вилучені кошти планували направити на потреби перебудови сільського господарства.
Більша частина орних земель Туркменістану, площа яких становить майже 810 тис. га, використовується для вирощування бавовнику. З інших культур вирощуються кукурудза, дині, виноград і овочі. Незважаючи на різні плани передачі земель фермерам, сільське господарство в основному залишається в державному секторі економіки. Важливу роль відіграє тваринництво — розведення каракулевих овець, тонкорунних кіз, верблюдів і племінних коней. 
У 1996 в Туркменістані було зроблено 111,2 тис. т м'яса, 754,8 тис. т молока і 273,1 млн штук яєць, що на душу населення становило 24,2 кг м'яса (при споживанні 42 кг), 164 кг молока (при споживанні 185 кг) і 54,6 штук яєць. У 1997 в колективних та індивідуальних господарствах країни нараховувалося 1155,6 тис. голів великої рогатої худоби (проти 829 тис. в 1991), 6138,2 тис. овець і кіз (5477 тис.), 105,6 тис. верблюдів (86,7 тис.), 38,7 тис. свиней (267 тис.), 4975 тис. голів домашніх птахів (7393 тис.). Провідне місце належить традиційній галузі тваринництва — вівчарству, на частку якого припадає бл. 30% валової продукції цієї галузі сільського господарства. За останні 10 років XX ст. поголів'я овець збільшилося на 33%, виробництво баранини — на 57%, а настриг вовни на 22%.

## Промисловість
Промисловий розвиток сповільнюється через скорочення ринків збуту в країнах СНД і непередбачуваних стрибків світових цін на сировині. Як і в інших секторах народного господарства, уряд шукає вихід в співпраці з іноземними компаніями з метою модернізації виробництва. Однак не усунені бюрократичні складності таких контрактів в Туркменістані. Фактично розвиток відбувається головним чином в нафтовій промисловості і будівництві.

## Енергетика
Виробництво електроенергії в країні зросло з 12,8 млрд кВт·год в 1988 до 13,1 млрд кВт·год в 1992. У 2015 році виробництво електроенергії становило 21,18 млрд кВт·год